# Campanya 10:23

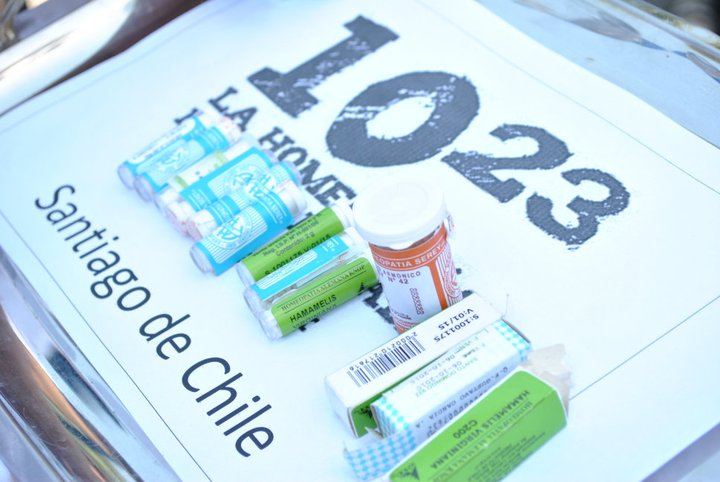
Mostra de productes homeopàtics utilitzats per un "suïcida" de Santiago de Xile el 2011.

La Campanya 10:23 (anglès: The 10:23 Campaign) és una campanya contínua destinada a conscienciar la població sobre la realitat de l'homeopatia. L'organitza la Merseyside Skeptics Society, una organització britànica sense ànim de lucre dedicada a la promoció de l'escepticisme científic. Segons els seus organitzadors,
| « | L'homeopatia és una pseudociència absurda, que sobreviu avui en dia com a medicina "complementària" o "alternativa", tot i que no hi ha evidència científica fiable que funcioni. | » |

El nom de la campanya fa al·lusió a la magnitud del nombre d'Avogadro, que representa la quantitat de molècules d'una substància qualsevol contingudes en un mol de la mateixa substància i que és aproximadament 6,02 × 1023. Si una substància es dilueix més enllà d'aquesta proporció, és virtualment impossible que quedi en la solució ni una sola molècula de la substància original. Una dilució de 30C, comú en els preparats homeopàtics i equivalent a una part de substància activa per cada 1060 parts d'aigua, és de fet només aigua.
La Campanya 10:23 ha organitzat un esdeveniment consistent en una "sobredosi" pública i massiva amb preparats homeopàtics, que es realitza a nivell internacional a les 10 hores i 23 minuts del matí (hora local). La "sobredosi" consisteix a ingerir una quantitat desproporcionada d'un preparat homeopàtic. Les "sobredosi" o "suïcidis homeopàtics" no van causar efectes en els participants de la Campanya ni el 2010 ni el 2011, tal com s'esperava, ja que els preparats no contenen substància actives.
Partidaris de l'homeopatia han criticat la "sobredosi" per ser científicament invàlida com a demostració de la inefectivitat de l'homeopatia i perquè seria impossible, segons la seva concepció del funcionament dels preparats homeopàtics, experimentar una veritable sobredosi. Els escèptics han respost que esdeveniments com els de la Campanya 10:23 no pretenen ser demostracions científiques sinó performances per atreure l'atenció del públic cap a fets ja comprovats amb rigor científic prèviament.